# Montagnes à Collioure
Montagnes à Collioure est un tableau du peintre français André Derain réalisé en 1905. Il a été réalisé alors qu'il travaillait avec Henri Matisse au port de pêche de Collioure.
Depuis 1982, l'œuvre se trouve à la National Gallery of Art de Washington, D.C., après le décès de John Hay Whitney, le propriétaire de l'œuvre, en 1982.
L'œuvre présente de longs traits de couleurs tels que le vert vif, le bleu, le mauve et le rose. L'ensemble de la scène se déroule sous un ciel de jade et de turquoise.